# Monica Wilson
Pour les articles homonymes, voir Wilson.
Monica Wilson, née Hunter le 3 janvier 1908 et morte le 26 octobre 1982, est une anthropologue sud-africaine, professeure  d'anthropologie sociale à l'université du Cap et spécialiste du peuple Nyakyusa.

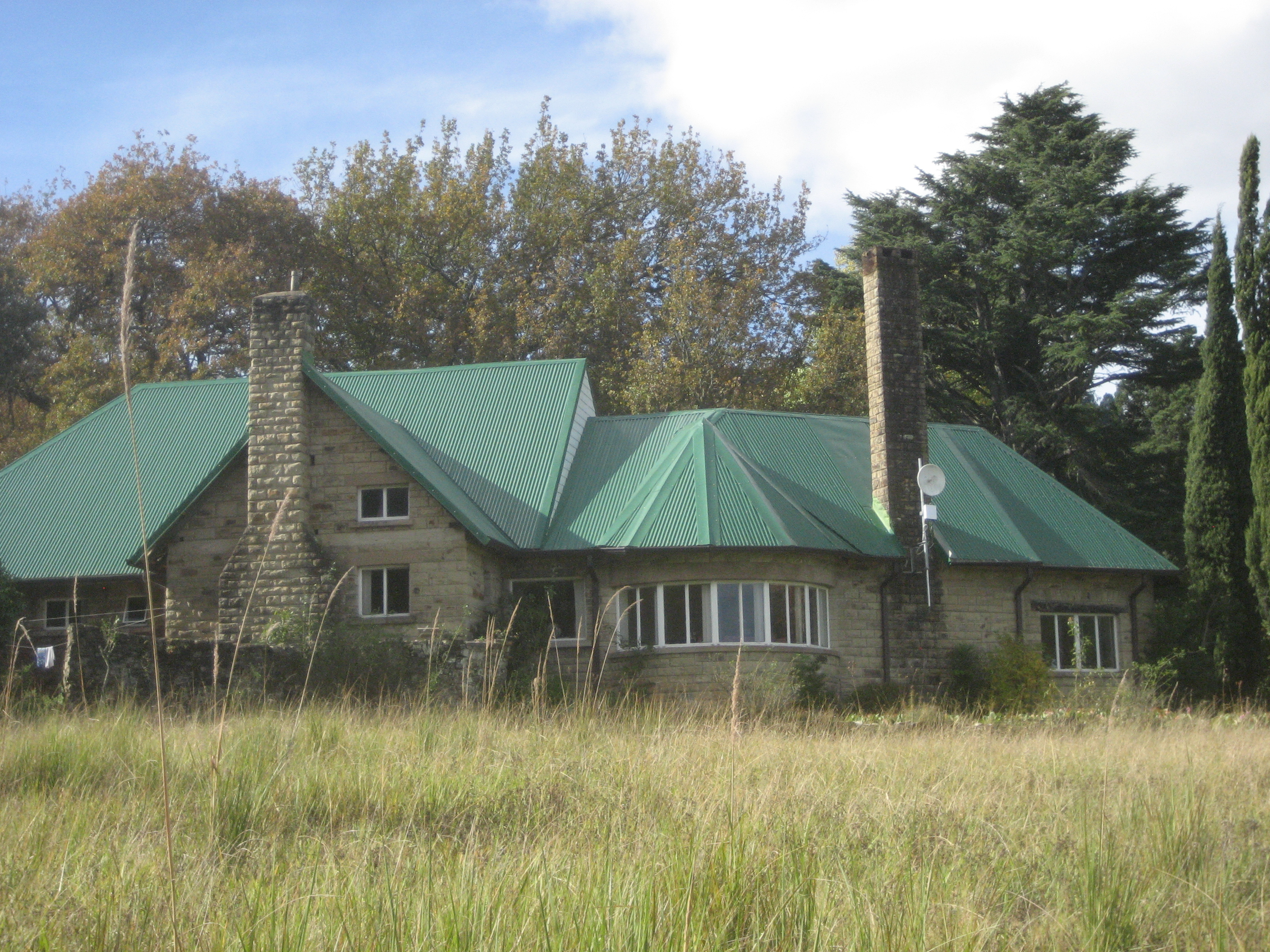
Maison de Monica Wilson (à Hogsback)
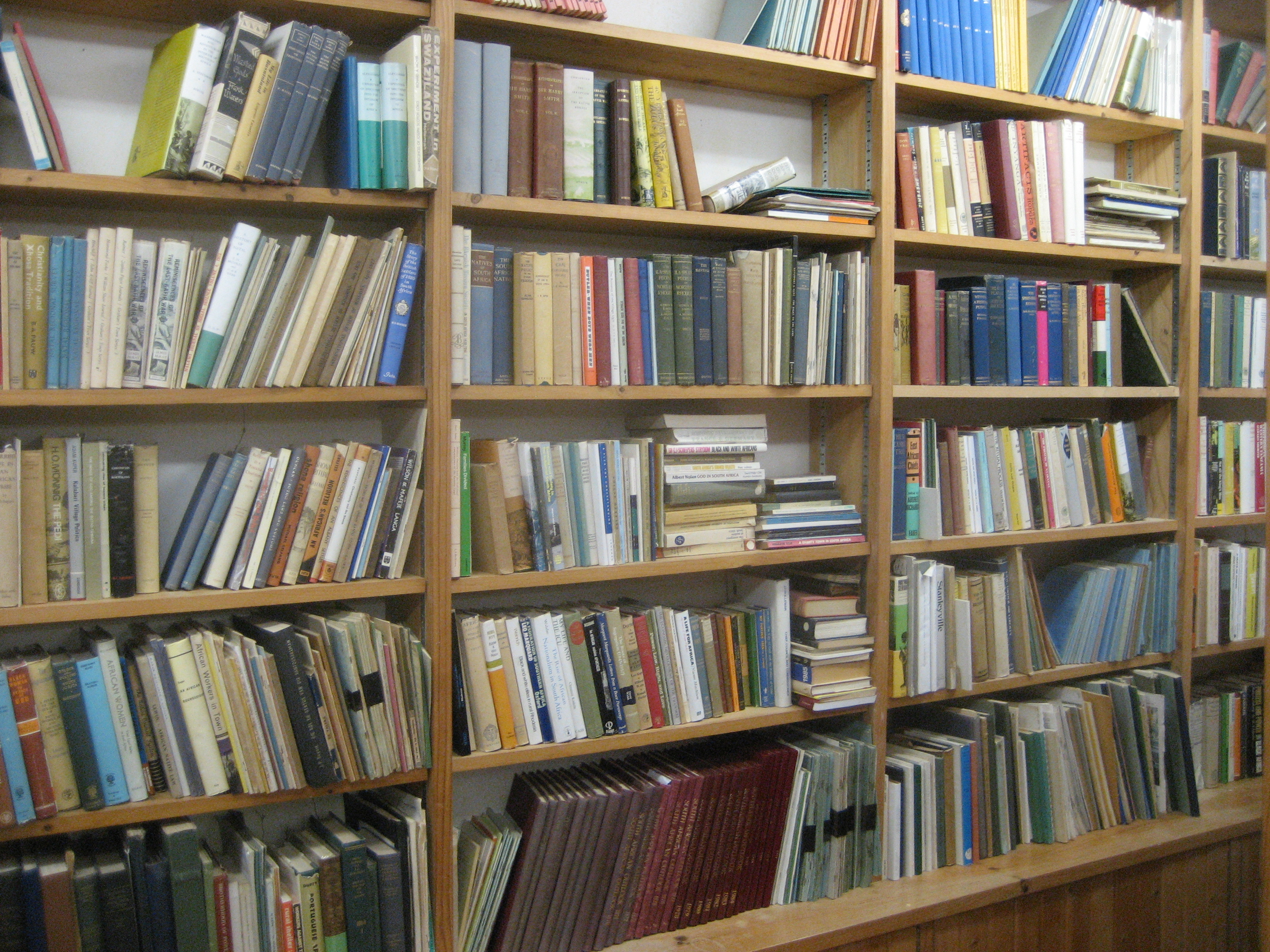
Bibliothèque
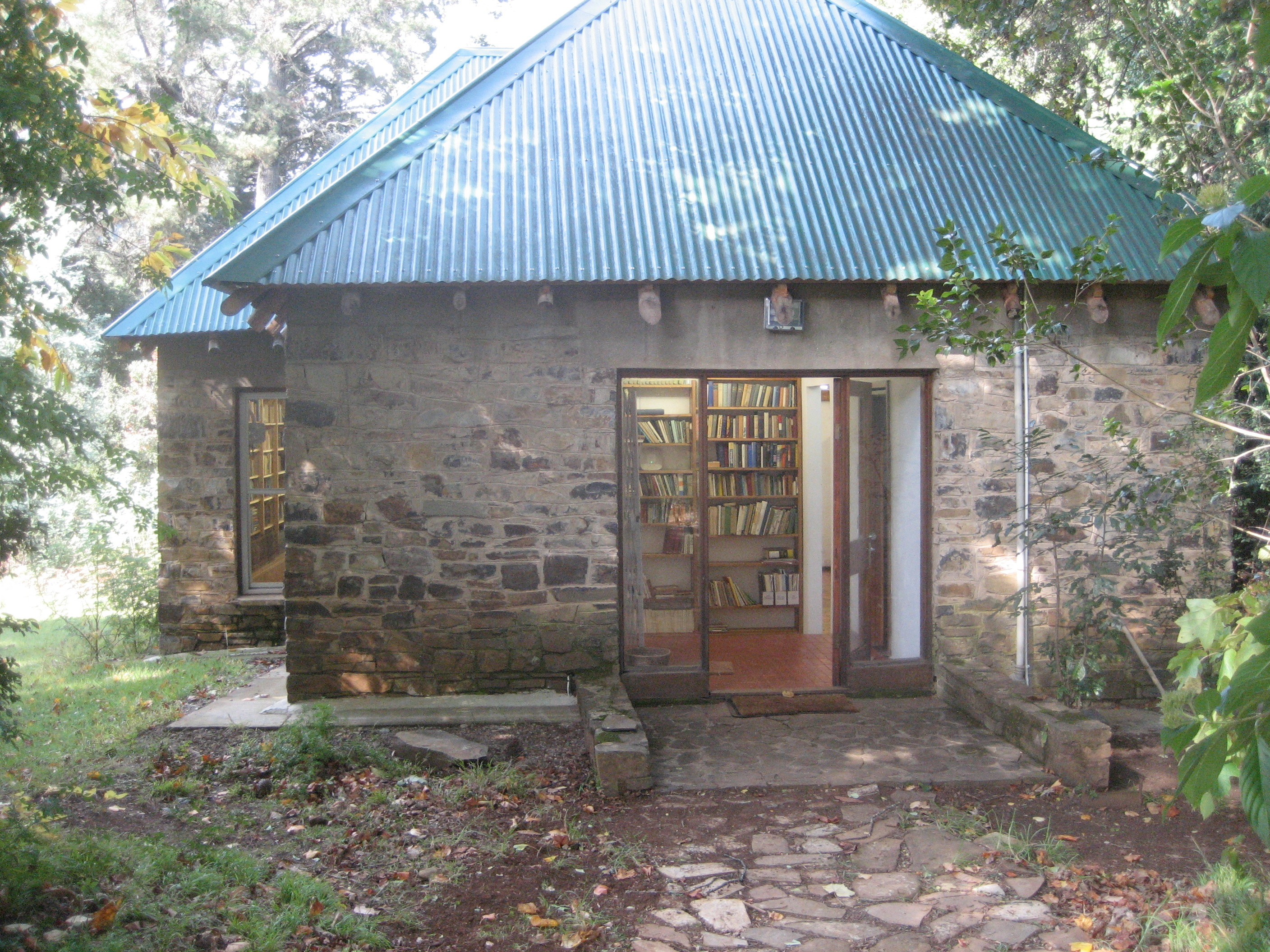
Bibliothèque
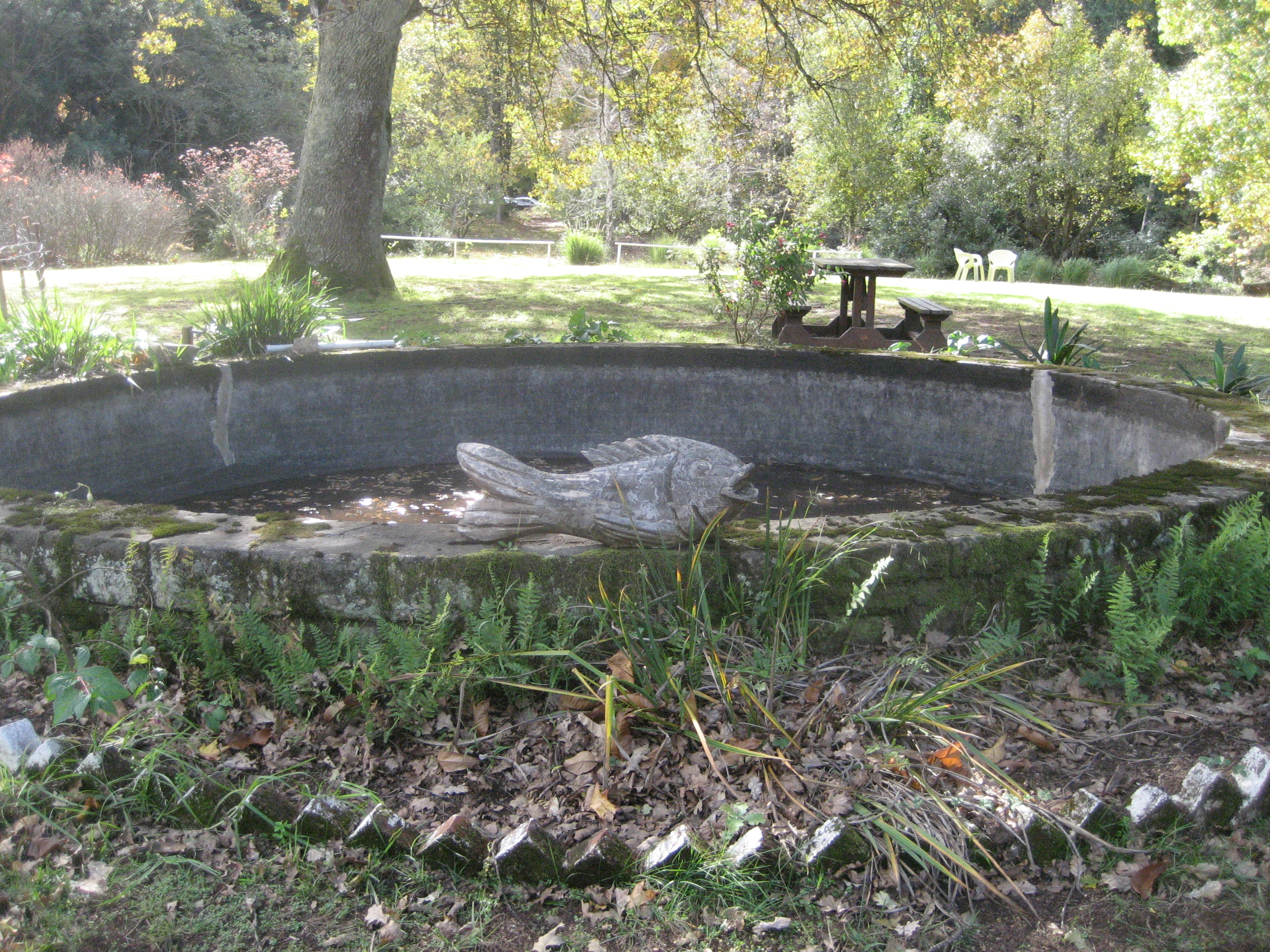
Étang (Hogsback)

## Œuvres
- (en) Monica Wilson, Rituals of Kinship among the Nyakyusa, Oxford University Press, Londres, 1970, 278 p.

- (en) Monica Wilson, Good company: a study of Nyakyusa age-villages, Beacon Press, Boston, 1971, 278 p.  (ISBN 0-8070-4699-X) (compte-rendu en ligne )

- (en) Monica Wilson, For men and elders : change in the relations of generations and of men and women among the Nyakyusa-Ngonde people : 1875-1971, International African Institute, Londres, 1977, 209 p.  (ISBN 0-85302-055-8)